# إدوين ميلز
إدوين ميلز (بالإنجليزية: Edwin Mills)‏ (6 مارس 1857 في المملكة المتحدة - 25 يناير 1899) هو لاعب كريكت بريطاني (وحمل سابقاً جنسية المملكة المتحدة لبريطانيا العظمى وأيرلندا).

## وصلات خارجية
- إدوين ميلز على موقع إي آس بي آن كريك إنفو (الإنجليزية)